# アラン・ストリート
アラン・ストリート（Alan Street、1982年4月17日 - ）は、イギリスブラッドフォード出身の男性フィギュアスケート選手。2000年イギリス選手権優勝。

## 主な戦績
| 大会/年            | 1999-00 | 2000-01 |
| ------------------ | ------- | ------- |
| 欧州選手権         |         | 28      |
| 世界ジュニア選手権 | 17      | 6       |
| イギリス選手権     | 2       | 1       |